# Cosmas Damian Asam

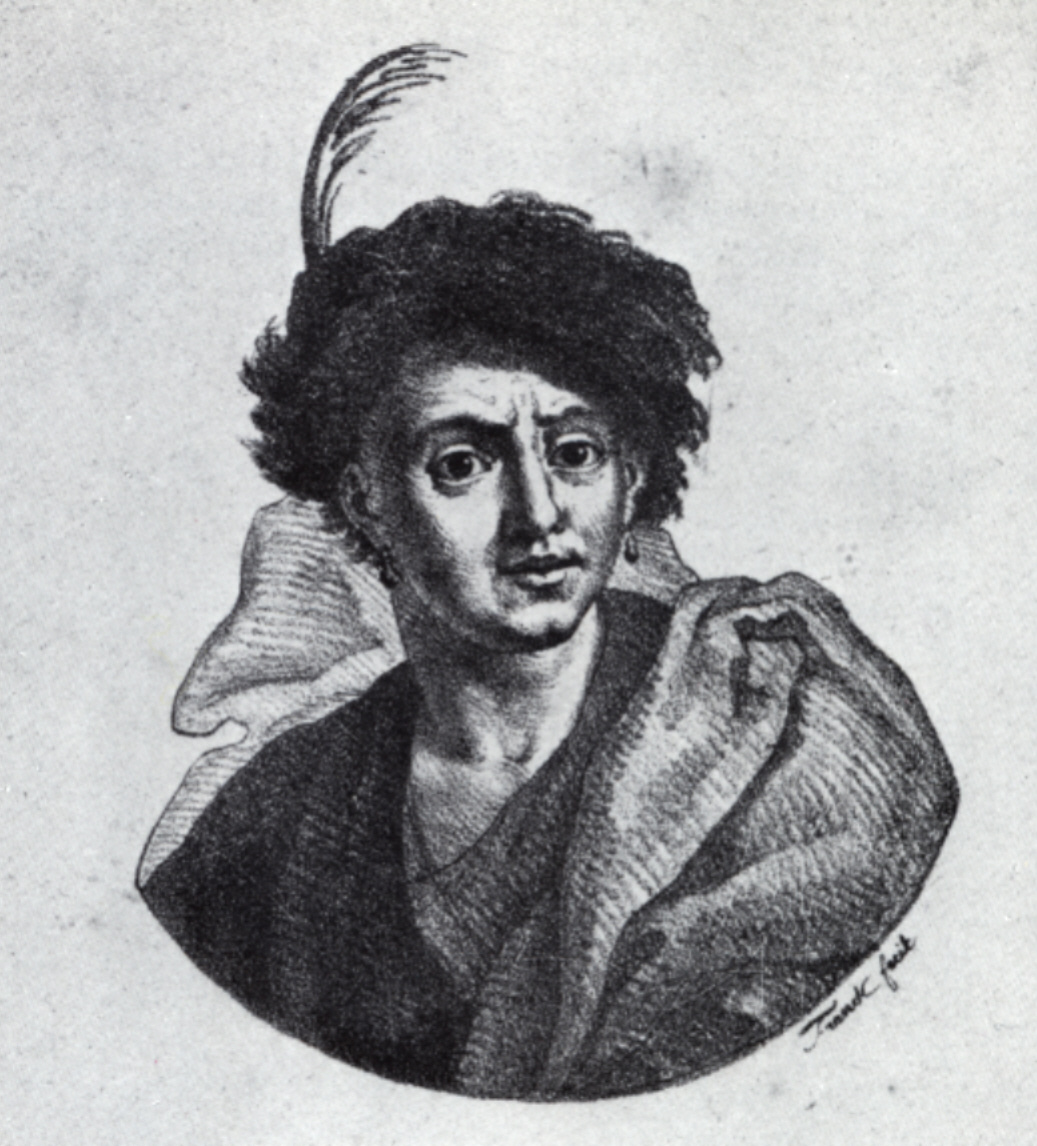
Portret van Cosmas Damian Asam

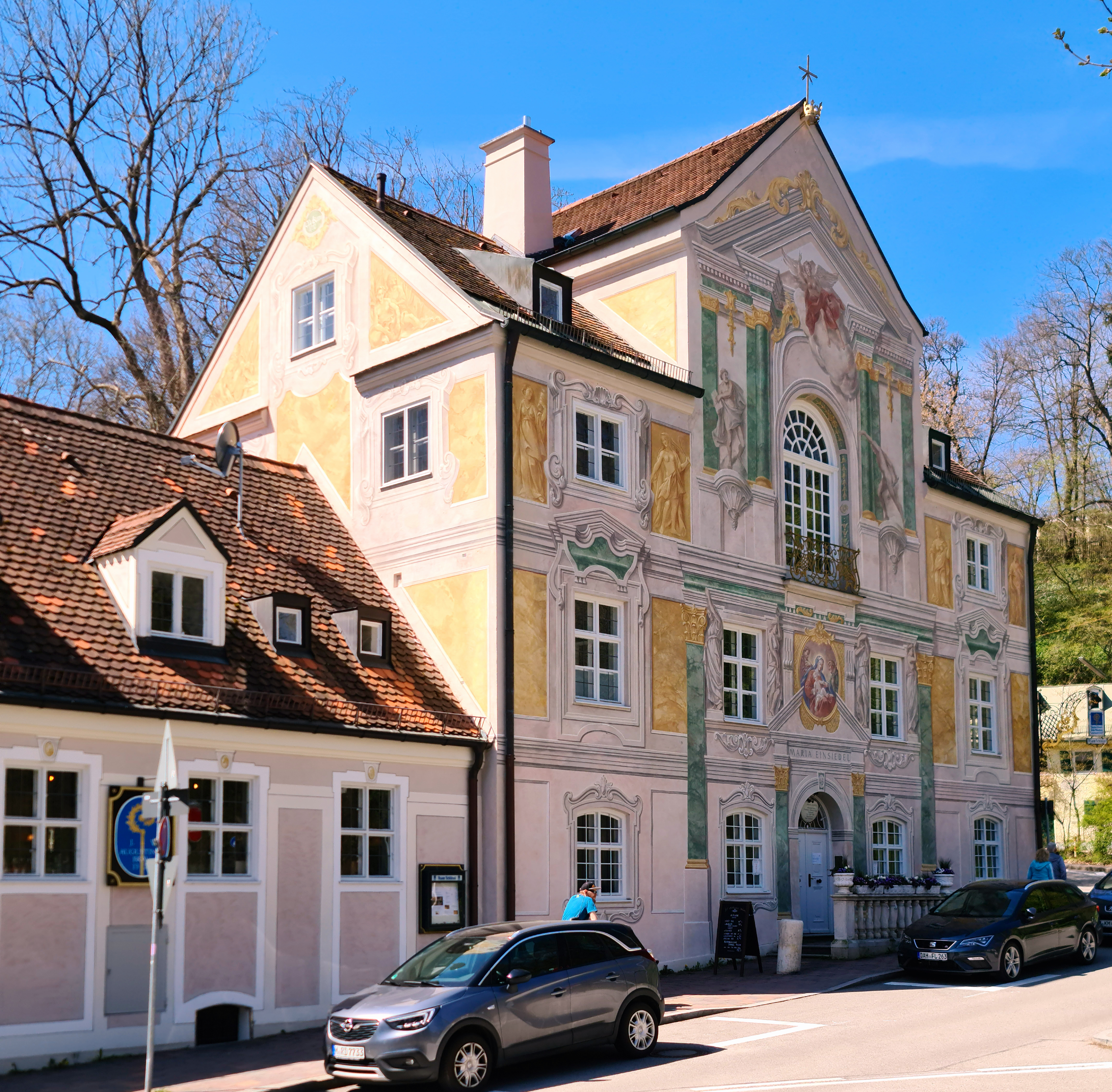
Asam-Schlössl met Luftlmalerei.

Cosmas Damian Asam (vermoedelijk Benediktbeuern, 28 september 1686 - München, 10 mei 1739) was een Duitse kunstschilder en architect, die de late barok vertegenwoordigde. Hij werkte voornamelijk samen met zijn broer, de sierstucwerker en beeldhouwer Egid Quirin Asam.

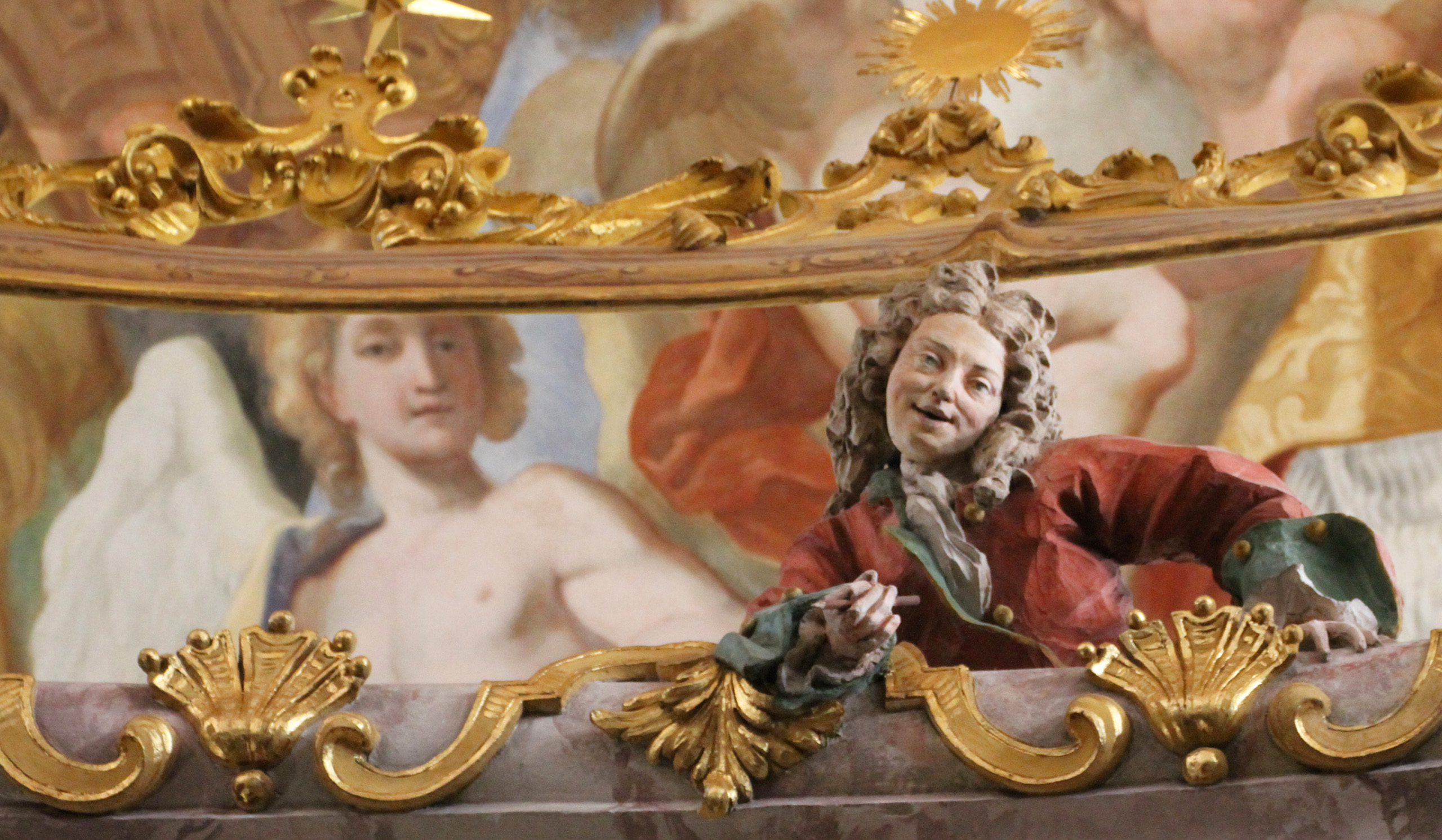
De gebroeders Egid Quirin Asam (links in het fresco) en Cosmas Damian Asam (rechts als beeld) in de kloosterkerk van de benedictijnerabdij Weltenburg

Na de dood van zijn vader verhuisde Asam in 1711 naar Rome om er te studeren aan de Accademia di San Luca. Daar werd hij beïnvloed door het werk van Melozzo da Forlì. In 1713 werd Cosmas Damian in aanwezigheid van de paus onderscheiden voor zijn voortreffelijke werk in de Accademia di San Luca. Na zijn terugkeer uit Italië kregen de beide broers dankzij de goede banden met de orde der benedictijnen talrijke orders.
Cosmas Damian Asam werkte veel met zijn broer Egid Quirin en hun gezamenlijke projecten worden vaak toegeschreven aan de "gebroeders Asam" (Asam Brüder), zoals bij de Asamkerk in München en de domkerk van Innsbruck.
Cosmas Damian genoot grote bekendheid dankzij zijn Zuid-Duitse plafondfresco's in kerken en paleizen. Hij stierf op 10 mei 1739 in München. Zijn woning het Asam-Schlössl in Munchen, is bekend voor de indrukwekkende Lüftlmalerei.

## Werk
- Onze-Lieve-Vrouw ten Hemelopnemingkerk (Aldersbach)